# 畑中鐵丸
畑中 鐵丸（はたなか てつまる、1968年 - ）は、日本の弁護士（東京弁護士会所属）、税理士（東京税理士会所属）、弁理士（日本弁理士会所属）、ニューヨーク州弁護士。弁護士法人畑中鐵丸法律事務所（東京都千代田区丸の内）の代表弁護士を務める。企業法務を専門とし、企業や政府機関などの顧問として活動している。

## 略歴
- 1968年 - 大阪市に生まれる。
- 1987年 - 学校法人ヴィアトール学園洛星高等学校を卒業。
- 1987年 - 東京大学文科I類に入学。
- 1991年 - 東京大学法学部在学中に国家公務員試験I種および司法試験に合格。
- 1992年 - 東京大学法学部卒業。新日本製鐵株式会社（現・日本製鉄株式会社）に入社。
- 1994年 – 最高裁判所司法研修所に入所（第48期司法修習生）。
- 1996年 - 弁護士登録。
- 1999年 - ペンシルベニア大学ロースクールにてLL.M.（法学修士）を取得。
- 1999年 - ニューヨーク州司法試験に合格。
- 1999年～2000年 - 米国シカゴの法律事務所カークランド・アンド・エリスに勤務。
- 2006年 - 弁護士法人畑中鐵丸法律事務所を設立し、代表弁護士に就任[1]。

## 役職・委員等
- 日本弁護士連合会

債権回収業に関する委員会 委員長（2014年）
債権回収業に関する委員会 副委員長（2006年～現任）
- 農林水産省 顧問弁護士（2009年～2012年、2014年～現任）[4][5]
- 国立研究開発法人国際農林水産業研究センター（JIRCAS） 顧問弁護士（2005年～現任）[6][7]
- 日本商品先物取引協会

あっせん・調停委員（2006年～現任）
自主規制委員会 委員（2016年～現任）
- 一般社団法人デジタルリスク協会 理事（2013年～現任）[9]

## 著書

### 単著
- 『ヤヴァイ会社の死亡フラグ10』（経世出版 2015年）ISBN 9784990627102

- 『企業法務バイブル［第2版］』（弘文堂 2013年）ISBN 9784335355738

- 『生兵法務は大怪我のもと！』（第一法規 2012年）ISBN 9784474027718

- 『企業法務バイブル』（弘文堂 2011年）ISBN 9784335354878

- 『鐵丸弁護士が説く！会社倒産シグナル10』（アクセルマーク 2011年）

- 『法律オンチが会社を滅ぼす』（東洋経済新報社 2008年）ISBN 9784492556122

### 監修
- 『融資地獄「かぼちゃの馬車事件」に学ぶ不動産投資ローンの罠と救済策』（幻冬舎 2019年）ISBN 9784344921801

## メディア・執筆活動
- 『会社法務A2Z』：「法もハサミも使いよう」連載（全35回）
第一法規、2020年4月号～2023年3月号。
- 『ポリスマガジン』：「筆鋒鋭利」連載（全181回）
2007年9月20日号～2022年10月20日号。
- 『日経BizGate』：「経営トップのための"法律オンチ"脱却講座」連載（全36回）
2014年9月29日～2017年12月25日。
- TOKYO FMの番組『Radio Leaders』内コーナー「教えて！鐵丸先生」に定期出演（2019年4月～2024年6月、毎月末土曜・全64回）。
- 海外テレビドラマ『ハリーズ・ロー 裏通り法律事務所』の日本語吹替版における法律監修を、弁護士法人畑中鐵丸法律事務所として担当。
- YouTubeチャンネル：「企業法務大百科」「畑中鐵丸公式チャンネル」などで情報発信。